# Maksim Tarasov
Maksim Vladimirovič Tarasov (rusko Максим Владимирович Тарасов), ruski atlet, * 2. december 1970, Jaroslavl, Sovjetska zveza.
Tarasov je v svoji karieri nastopil na poletnih olimpijskih v letih 1992 v Barceloni in 2000 v Sydneyju. Na igrah leta 1992 je osvojil naslov olimpijskega prvaka v skoku ob palici, leta 2000 pa je osvojil bronasto medaljo. Na svetovnih prvenstvih je osvojil naslov prvaka leta 1999, srebrno medaljo v letih 1995 in 1997 ter bronasto v letih 1991 in 1993. Leta 1998 je postal tudi evropski prvak. Njegov osebni rekord je 6,05 m.